# Andreas Bengtsson
Andreas Carl Bengt Bengtsson (22 febbraio 1996) è un calciatore svedese, difensore svincolato.

## Carriera
All'età di 13 anni è passato dal vivaio dell'Oskarströms IS a quello dell'Halmstad, dove ha svolto tutta la restante parte del settore giovanile.
Nel 2015 è approdato in prima squadra, facendo il proprio debutto in Allsvenskan il 2 agosto 2015, in occasione della sconfitta per 2-0 sul campo dell'Elfsborg. Nelle ultime giornate di campionato, quando la salvezza era ormai compromessa o definitivamente sfumata, ha giocato quattro ulteriori partite.
Nel corso del campionato di Superettan 2016, Bengtsson ha giocato complessivamente 23 partite, di cui 16 da titolare. La stagione per il club si è conclusa con la promozione nella massima serie.
In occasione dell'Allsvenskan 2017 ha ottenuto uno spazio ancora maggiore, giocando tutte le partite ad eccezione di una giornata saltata per squalifica per somma di ammonizioni. La squadra tuttavia ha concluso la stagione al penultimo posto ed è stata retrocessa in Superettan come già avvenuto due anni prima.
Dal 2018 al 2020 ha disputato tre campionati di Superettan, poi insieme alla squadra è tornato a militare in Allsvenskan nel 2021, retrocedendo immediatamente anche in questo caso. Il campionato di Superettan 2022, terminato con una nuova promozione in Allsvenskan, è stato l'ultimo trascorso da Bengtsson in questa parentesi all'Halmstad. Dopo otto stagioni, il giocatore ha infatti lasciato la squadra a fine contratto per cercare nuove sfide calcistiche.
Nel gennaio 2023 si è dunque unito a parametro zero all'HB Køge, formazione militante nella seconda serie danese.